# ولفجانج كوساك
ولفجانج كوساك (29 أكتوبر 1943 في برلين) هو عالم مصريات وعالم قبطيات ألماني. يعيش ويعمل في برلين، ألمانيا. وهو ابن الجغرافي الألماني والخرائطي هانز-بيتر كوساك.

## كتابات
- أسطورة باللغة القبطية. دراسات في الأدب الشعبي في مصر.  Habelt، بون 1970 (= أطروحة).
- رسم الخرائط التاريخية لمصر. 'Habelt، بون عام 1971، ISBN 3-7749-1126-6.
- الحياة اليومية في مصر القديمة. من مصر مجموعة المتحف.  المتاحف البلدية، فريبورج 1974
- كتاب القبطية.  الجزء الأول: 'قواعد اللغة القبطية' 'الجزء الثاني:' القبطية Lesestücke.  الضغط الأكاديمي ودار نشر، غراتس 1974، ISBN 3-201-00889-3.
- الحضارة القديمة على العملات القرارة.  المتاحف البلدية، فريبورج 1977
- ورق البردي الطبية إدوين سميث: أكاديمية نيويورك للطب، للإستثمار. 217؛ إعادة إرسالها باللغة الهيروغليفية وترجمتها وتحريرها.  كريستوف برونر، بازل 2011 ISBN 978-3-033-03331-3.
- كان التقويم القبطي القديسين. تعديل العربية لأفضل مصادر جديدة وتحريرها بشكل كامل مع قديس مؤشر sanctorum نشرت القبطية، مؤشر على أسماء القبطية القبطية قائمة البطريرك، قائمة الجغرافية  كريستوف برونر، برلين 2012، ISBN 978-3-9524018-4-2 - الألمانية - القبطية.
- الهرم النصوص المصرية. في الترجمة الألمانية الجديدة. تجهيزها بشكل كامل وتحريرها من قبل وولفغانغ القوزاق.  كريستوف برونر، برلين 2012، ISBN 978-3-9524018-1-1.
- أساسيات LIST I. المصرية من الكتابة الهيروغليفية. تعريف وتصميم واستخدام أحرف المصرية. العمل التحضيري للحصول على قائمة الخط. 'كريستوف برونر، برلين / بازل، 2013، ISBN 978-3-9524018-0-4.
- LIST المصرية II. 8500 الهيروغليفية من جميع العصور. القراءات والتفسيرات والاستخدامات التي تم جمعها ومعالجتها. 'كريستوف برونر، برلين 2013، ISBN 978-3-9524018-2-8.
- شنودة من Atripe دي judicio نهائي. البردي رمز 63000.IV متحف Egizio دي تورينو. مقدمة وتحريرها وترجمتها تم بواسطة فولفغانغ القوزاق.  كريستوف برونر، برلين 2013، ISBN 978-3-9524018-5-9.
- إن الأسماء الشخصية المصرية. A المساهمة في التاريخ الثقافي لمصر. "كريستوف برونر، برلين 2013، ISBN 978-3-9524018-7-3.
- قواعد اللغة قصير المصرية الأوسط "." كريستوف برونر، بازل، 2013، ISBN 978-3-9524018-8-0.

ISBN 978-3-9524018-9-7 ..
- شنودة من Atripe «دي فيتا كريستيانا»: M 604 بيربونت مورغان مكتبة نيويورك / السيدة OR 12689 المكتبة البريطانية / لندن والسيدة كلارندن ب. 4، FRG. مكتبة بودليان / أكسفورد. المقدمة، طبعة من النص والترجمة إلى الألمانية وولفغانغ القوزاق.  كريستوف برونر، بازل، 2013، ISBN 978-3-906206-00-4.
- الطعام والشراب في مصر القديمة: تمثيل التصويرية، ونصوص هيروغليفية ودراسة مصادر مختلفة  كريستوف برونر، برلين 2014، ISBN 978-3-906206-03-5.
- باسل 'دي أركانغيلو مايكل ": sahidice الزائفة Euhodios" دي resurrectione ": sahidice الزائفة Euhodios" دي dormitione Mariae Virginis ": sahidice وbohairice: بردية تورين الدستور، المصحف. Egizio القط. 63000 XI. جنبا إلى جنب مع المتغيرات وشظايا. في خطوط متوازية تحريرها، المشروح وترجم من قبل وولفغانغ القوزاق.  كريستوف برونر، برلين 2014، ISBN 978-3-906206-02-8.
- NOVUM Testamentum Coptice. العهد الجديد، Bohairisch، الذي حرره وولفغانغ القوزاق. NOVUM Testamentum، Bohairice، curavit فولفغانغ القوزاق.  طبعة جديدة. كريستوف برونر، بازل 2014، ISBN 978-3-906206-04-2.
- الشرق خرافة. أفكار وذكريات حقبة ماضية. برلين، في الذكرى 60 للجمهورية - (للغربيين) 7 أكتوبر 2010 . كريستوف برونر، بازل 2014، ISBN 978-3-906206-05-9.
- تاريخ الغنوص في العصور القديمة، في وقت مبكر المسيحية والإسلام. النصوص والصور والوثائق.  كريستوف برونر، بازل 2014، ISBN 978-3-906206-06-6.
- Collectanea الليف. المقالات والدراسات حول التاريخ الثقافي لمصر القديمة.  كريستوف برونر، بازل 2014، ISBN 978-3-906206-08-0.
- مرحبا، الذين يعيشون على وجه الأرض! الجزء الأول + الثاني. تقارير الحياة من الفترة الفرعونية على القبور وأعتقد أن.  التي تم جمعها وترجمتها والتعليق. كريستوف برونر، بازل 2014، ISBN 978-3-906206-09-7.
- الخط الإسلامي من الخط الكوفي. الكوفي الهندسي في 593 عينات الخط. الألمانية - الكوفي - العربية  كريستوف برونر، بازل 2014، ISBN 978-3-906206-10-3 ..
- إن أعمال القبطية من مجالس نيقية وأفسس.  شظايا النص والمخطوطات في باريس وتورينو ونابولي وفيينا والقاهرة. في خطوط متوازية نشرت وتحريرها وترجمتها. الأقباط - الألماني. دار نشر كريستوف برونر، بازل 2015، ISBN 978-3-906206-07-3.
- الشرق خرافة. أفكار وذكريات حقبة ماضية. برلين، في الذكرى 60 للجمهورية - (للغربيين) 7 أكتوبر 2010 . كريستوف برونر، بازل 2014 ISBN 978-3-906206-05-9.
- تاريخ الغنوص في العصور القديمة، في وقت مبكر المسيحية والإسلام. النصوص والصور والوثائق.  كريستوف برونر، بازل 2014 ISBN 978-3-906206-06-6.
- Collectanea الليف. المقالات والدراسات حول التاريخ الثقافي لمصر القديمة.  كريستوف برونر، بازل 2014 ISBN 978-3-906206-08-0.
- مرحبا، الذين يعيشون على وجه الأرض! الجزء الأول + الثاني. تقارير الحياة من الفترة الفرعونية على القبور وأعتقد أن.  التي تم جمعها وترجمتها والتعليق. كريستوف برونر، بازل 2014 ISBN 978-3-906206-09-7.
- الخط الإسلامي من الخط الكوفي. الكوفي الهندسي في 593 عينات الخط. الألمانية - الكوفي - العربية "كريستوف برونر، بازل 2014 ISBN 978-3-906206-10-3 ..
- إن أعمال القبطية من مجالس نيقية وأفسس.  شظايا النص والمخطوطات في باريس وتورينو ونابولي وفيينا والقاهرة. في خطوط متوازية نشرت وتحريرها وترجمتها. الأقباط - الألماني. دار نشر كريستوف برونر، بازل 2015 ISBN 978-3-906206-07-3.
- ' ' Hiera Grammata . ' ' المساهمة في ظهور الكتابة الهيروغليفية المصرية . دار نشر كريستوف برونر، بازل عام 2015. ISBN 978-3-906206-15-8 .
- ' ' علم المصريات التي تمر بمرحلة انتقالية . ' ' والجدل . دار نشر كريستوف برونر، بازل عام 2015. 5-ISBN 978-3-906206-16-
- Kurze Geschichte der Kopten. Christoph Brunner, Basel 2015, ISBN 978-3-906206-17-2.
- Ernst Koerner Ein Berliner Orientmaler des 19. Jahrhunderts" Mit Werksverzeichnis und Themenliste seiner Gemälde. Basel 2015, ISBN 978-3-906206-19-6.
- Koptische Lehrbriefe Bohairisch. Deutsch - Koptisch - Arabisch - Bohairisch. Christoph Brunner, Basel 2016. ISBN 978-3-906206-20-2.
- Frühe Kunst im Orient. Ein Ausweg aus der Misere des Islam - IS und Euroislam in der Krise - Christoph Brunner, Basel 2016, ISBN 978-3-906206-36-3.
- Fellachenmärchen. Märchen im ägyptisch-arabischen Volksdialekt.Christoph Brunner, Basel 2016, ISBN 978-3-906206-25-7.
- Lexikon des Gräcoägyptischen. Transkriptionen, Hieroglyphen und koptische Belege mit einer Einführung in die Aussprache des Altägyptischen. 3 Bände, Christoph Brunner, Basel 2016, ISBN 978-3-906206-24-0.
- Zeremonialtexte der Dritten Dynastie. Pap. Ramesseum B + E und der Schabakostein. Neu herausgegeben, bearbeitet und übersetzt. Christoph Brunner, Basel 2016, ISBN 978-3-906206-34-9.
- Unter Palmen und Tempelruinen. Das alte Aegypten im Spiegel der Deutschen Dichtung. Ausgewählt und zusammengestellt von Wolfgang Kosack. Christoph Brunner, Nunningen 2017, ISBN 978-3-906206-45-5

## دليل المواقع
- نصوص عن ولفجانج كوساك في فهرس مكتبة ألمانيا الوطنية
- موقع للكتب وولفغانغ Kosack